# Kastl (Amberg-Sulzbach)
Pour les articles homonymes, voir Kastl.
Kastl est une commune de Bavière (Allemagne), située dans l'arrondissement d'Amberg-Sulzbach, dans le district du Haut-Palatinat.
Kastl a été le siège d'un important monastère bénédictin dédié à saint Pierre. Fondé en 1103, le monastère a existé jusqu'en 1803 (avec une interruption de 1563 à 1625 due à la Réforme).

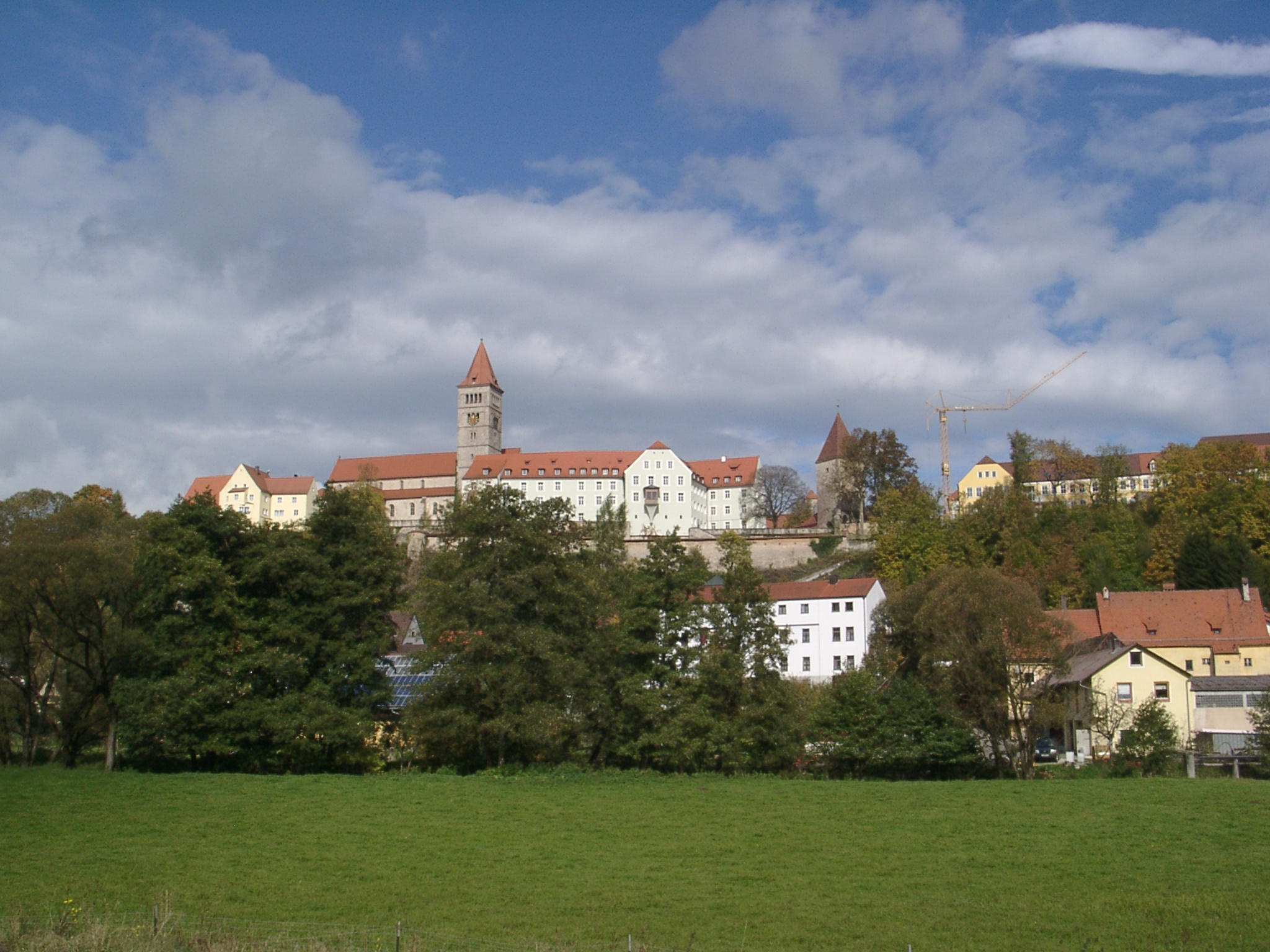
L'ancien monastère bénédictin de Kastl

## Personnalités liées à la ville
- Alfred Pöllath (1916-1996), homme politique né à Dettnach